# 愛輝区
愛輝区（あいき-く）は中華人民共和国黒竜江省黒河市に位置する市轄区。
旧称を璦琿といい、漢字表記は語で「水貂（aihū）」を意味する言葉に対する当て字である。璦琿は日本語の音読みでは本来「アイキ」が正しいが、「アイグン」という読み方が慣習となっている。かつて区域内を流れる黒竜江の支流艾虎河に由来して艾渾、愛呼、艾滸とも呼ばれていた。清朝が甘受した不平等条約の一つである、ロシア帝国との間で結ばれたアイグン条約の締結地として知られる。

## 歴史
1908年（光緒34年）に設置された璦琿庁を前身とする。中華民国が成立すると1913年（民国2年）に璦琿県と、1956年に愛輝県と改称された。1980年に県城部に黒河市が分割設置、1983年には愛輝県が廃止され黒河市に編入された。1993年に地級市の黒河市が成立する際、旧黒河市は愛輝区と改編された。2015年5月18日、黒竜江省政府の決定により、管下の「愛輝鎮」の名前が旧名の「璦琿鎮」に戻った。だが、区名は「愛輝区」のままである。

## 行政区画
4街道、3鎮、5郷、3民族郷を管轄：
- 街道弁事処：花園街道、興安街道、海蘭街道、西興街道
- 鎮：璦琿鎮、西崗子鎮、罕達汽鎮
- 郷：幸福郷、上馬廠郷、張地営子郷、西峰山郷、二站郷
- 民族郷：四嘉子満族郷、坤河ダウール族満族郷、新生オロチョン族郷

## 教育

### 大学
- 黒河学院（中国語版）

## 交通

### 国境検問所
- 黒河口岸

### 航空
- 黒河璦琿空港（中国語版）

### 鉄道
- 中国国家鉄路集団
  - 北黒線
    - 黒河駅
    - 錦河駅（中国語版）
    - 西崗子駅（中国語版）

### 道路
- 高速道路
  - 吉黒高速道路
- 国道
  -  G202国道

## 健康・医療・衛生
- 愛輝区人民医院
- 黒河市第二人民医院
- 黒河市愛輝区婦幼保健院